# Seznam kulturních památek na Novém Městě – Praha 1
Tento seznam nemovitých kulturních památek v části Nové Město v hlavním městě Praze  vychází z  Ústředního seznamu kulturních památek ČR, který na základě zákona č. 20/1987 Sb., o státní památkové péči, vede Národní památkový ústav jako ústřední organizace státní památkové péče. Údaje jsou průběžně upřesňovány, přesto mohou obsahovat i řadu věcných a formálních chyb a nepřesností či být neaktuální. 
Pokud byly některé části dotčeného území vyčleněny do samostatných seznamů, měly by být odkazy na tyto dílčí seznamy uvedeny v úvodu tohoto seznamu nebo v úvodu příslušné sekce seznamu.
Staré Město, Nové Město, Malá Strana, Hradčany, Josefov, Vyšehrad a z malé části Vinohrady, Holešovice, Podolí a Smíchov jsou od roku 1971 jako Pražská památková rezervace městskou památkovou rezervací.

## Praha 1
- Seznam kulturních památek na Novém Městě – ZSJ Petrský obvod a ZSJ Masarykovo nádraží, severně od ulice Hybernské
- Seznam kulturních památek na Novém Městě – ZSJ Jindřišský obvod, mezi Hybernskou ulicí a Václavským náměstím
- Seznam kulturních památek na Novém Městě – ZSJ Vodičkova, oblast mezi Václavským náměstím a Spálenou ulicí, na jihu ohraničená Lazarskou a Žitnou ulicí
- Seznam kulturních památek na Novém Městě – ZSJ Vojtěšský obvod, mezi ulicemi Národní, Spálená, Myslíkova a Masarykovo nábřeží